# جائزة اليابان الكبرى 2016
جائزة اليابان الكبرى 2016 (رسميًا سباق الجائزة الإماراتية الكبرى اليابانية للفورمولا 1 لعام 2016) هو سباق فورمولا 1 أقيم في حلبة سوزوكا، ميه، اليابان. كان السابع عشر من أصل 21 في بطولة العالم لسباقات الفورمولا واحد موسم 2016. حلّ نيكو روسبيرغ أولا بينما جاء ماكس فيرستابين في المركز الثاني وحصل على المركز الثالث البريطاني لويس هاملتون. بلغ الحضور 145,000.